# Forum Qualitative Sozialforschung
Das Forum Qualitative Sozialforschung (FQS) ist eine mehrsprachige Online-Zeitschrift für Qualitative Sozialforschung und die größte frei verfügbare (im sogenannten Open Access publizierte) online Zeitschrift zu qualitativen Verfahren der Welt.

## Ausrichtung
FQS ist eine interdisziplinäre und internationale Zeitschrift mit Beiträgen, die sich mit qualitativen Verfahren, deren Theorie, Methodologie und Anwendung auseinandersetzt. Zurzeit sind Artikel in drei Sprachen (Englisch, Deutsch und Spanisch) verfügbar. In neueren Ausgaben, bezieht FQS auch zunehmend, internetspezifische Formen der Publikation wie etwa Video und Tonaufnahmen mit ein.
FQS-Schwerpunktausgaben erscheinen dreimal jährlich und behandeln für qualitative Forschung wesentliche Themengebiete. Hinzu kommen ausgewählte Einzelbeiträge und Beiträge in vier Rubriken (FQS-Debatten, FQS-Interviews, FQS-Reviews und FQS-Tagungen).

## Geschichte
FQS begann 1999 aus mehr oder weniger privaten Initiativen und losen Kooperationen heraus. Seit Mitte 2001 wird das Projekt von der Deutschen Forschungsgemeinschaft gefördert und zum Informations-, Kommunikations- und Vernetzungsportal qualitative-research.net ausgebaut. Durch die freie Verfügbarkeit und die Überbrückung der Disziplin- und Sprachgrenzen trägt FQS zur Möglichkeit des freien Austauschs von Wissen bei. Die Zeitschrift wird mithilfe der Software Open Journal Systems umgesetzt.